# Unabhängiger Sportclub Münster 2021-2022
Questa voce raccoglie le informazioni riguardanti l'Unabhängiger Sportclub Münster nelle competizioni ufficiali della stagione 2021-2022.

## Stagione
L'Unabhängiger Sportclub Münster partecipa alla stagione 2021-22 senza alcuna denominazione sponsorizzata.
Partecipa alla 1. Bundesliga, classificandosi al nono posto in regular season, senza quindi qualificarsi ai play-off scudetto. In Coppa di Germania si spinge fino alle semifinali, estromesso dal torneo per mano del MTV Stoccarda.

## Organigramma societario
Area direttiva
- Presidente: Martin Gesigora
- Direttore sportivo: Ralph Bergmann

Area tecnica
- Allenatore: Lisa Thomsen
- Allenatore in seconda: Tim Mücke
- Scoutman: Felix Jülicher

Area sanitaria
- Medico: Christian Fechtrup, Rieke Herzog, Jessica Maurer, Stephan Maurer
- Fisioterapista: Nadine Rensing, Benedikt Wentrup

## Rosa
| N° | Nome               | Ruolo | Data di nascita   | Nazionalità sportiva |
| -- | ------------------ | ----- | ----------------- | -------------------- |
| 1  | Nikolina Maroš     | O     | 3 maggio 1997     | Austria              |
| 3  | Carla Fuchs        | P     | 18 agosto 2004    | Germania             |
| 3  | Nikola Schmidt     | S     | 5 luglio 2004     | Germania             |
| 3  | Maya Sendner       | C     | 16 maggio 2004    | Germania             |
| 4  | Alexandra Stein    | S     | 12 dicembre 1998  | Stati Uniti          |
| 5  | Erika Kildau       | L     | 2 settembre 2002  | Germania             |
| 6  | Iris Scholten      | O     | 15 novembre 1999  | Paesi Bassi          |
| 7  | Marta Hurst        | S     | 7 luglio 1992     | Portogallo           |
| 8  | Ines Bathen        | L     | 27 agosto 1990    | Germania             |
| 9  | Juliane Langgemach | C     | 6 novembre 1994   | Germania             |
| 10 | Kateřina Valková   | P     | 6 febbraio 1996   | Rep. Ceca            |
| 11 | Barbara Wezorke    | C     | 12 aprile 1993    | Germania             |
| 12 | Meghan Barthel     | P     | 23 marzo 2000     | Germania             |
| 15 | Mia Kirchhoff      | S     | 10 settembre 2004 | Germania             |
| 16 | María Schlegel     | S     | 29 agosto 1993    | Spagna               |
| 17 | Elena Kömmling     | S     | 1º febbraio 2000  | Germania             |
| 18 | Sara Dukič         | C     | 6 luglio 1996     | Slovenia             |

## Statistiche

### Statistiche di squadra
| Competizione      | Punti | In casa | In casa | In casa | In trasferta | In trasferta | In trasferta | Totale | Totale | Totale |
| Competizione      | Punti | G       | V       | P       | G            | V            | P            | G      | V      | P      |
| ----------------- | ----- | ------- | ------- | ------- | ------------ | ------------ | ------------ | ------ | ------ | ------ |
| 1. Bundesliga     | 23    | 11      | 3       | 8       | 11           | 4            | 7            | 22     | 7      | 15     |
| Coppa di Germania | -     | 1       | 0       | 1       | 2            | 2            | 0            | 3      | 2      | 1      |
| Totale            | -     | 12      | 3       | 9       | 13           | 6            | 7            | 25     | 9      | 16     |

G = partite giocate; V = partite vinte; P = partite perse

### Statistiche dei giocatori
| Giocatrice    | 1. Bundesliga | 1. Bundesliga | 1. Bundesliga | 1. Bundesliga | 1. Bundesliga | Coppa di Germania | Coppa di Germania | Coppa di Germania | Coppa di Germania | Coppa di Germania | Totale | Totale | Totale | Totale | Totale |
| Giocatrice    | P             | PT            | AV            | MV            | BV            | P                 | PT                | AV                | MV                | BV                | P      | PT     | AV     | MV     | BV     |
| ------------- | ------------- | ------------- | ------------- | ------------- | ------------- | ----------------- | ----------------- | ----------------- | ----------------- | ----------------- | ------ | ------ | ------ | ------ | ------ |
| M. Barthel    | 22            | 15            | 6             | 4             | 5             | 1                 | 0                 | 0                 | 0                 | 0                 | 23     | 15     | 6      | 4      | 5      |
| I. Bathen     | 8             | 2             | 1             | 1             | 0             | -                 | -                 | -                 | -                 | -                 | 8      | 2      | 1      | 1      | 0      |
| S. Dukič      | 11            | 17            | 7             | 8             | 2             | 1                 | 1                 | 1                 | 0                 | 0                 | 12     | 18     | 8      | 8      | 2      |
| C. Fuchs      | 1             | 0             | 0             | 0             | 0             | -                 | -                 | -                 | -                 | -                 | 1      | 0      | 0      | 0      | 0      |
| M. Hurst      | 22            | 105           | 85            | 12            | 8             | 2                 | 0                 | 0                 | 0                 | 0                 | 24     | 105    | 85     | 12     | 8      |
| E. Kildau     | 12            | 0             | 0             | 0             | 0             | 0                 | 0                 | 0                 | 0                 | 0                 | 12     | 0      | 0      | 0      | 0      |
| M. Kirchhoff  | 17            | 101           | 91            | 7             | 3             | 2                 | 18                | 14                | 2                 | 2                 | 19     | 119    | 105    | 9      | 5      |
| E. Kömmling   | 17            | 48            | 40            | 1             | 7             | 2                 | 0                 | 0                 | 0                 | 0                 | 19     | 48     | 40     | 1      | 7      |
| J. Langgemach | 20            | 165           | 115           | 35            | 15            | 2                 | 12                | 8                 | 2                 | 2                 | 22     | 177    | 123    | 37     | 17     |
| N. Maroš      | 17            | 60            | 55            | 2             | 3             | 1                 | 1                 | 1                 | 0                 | 0                 | 18     | 61     | 56     | 2      | 3      |
| M. Schlegel   | 22            | 279           | 253           | 22            | 4             | 2                 | 18                | 16                | 2                 | 0                 | 24     | 297    | 269    | 24     | 4      |
| N. Schmidt    | 1             | 0             | 0             | 0             | 0             | -                 | -                 | -                 | -                 | -                 | 1      | 0      | 0      | 0      | 0      |
| I. Scholten   | 11            | 188           | 162           | 17            | 9             | 2                 | 29                | 28                | 1                 | 0                 | 13     | 217    | 190    | 18     | 9      |
| M. Sendner    | 4             | 8             | 3             | 4             | 1             | -                 | -                 | -                 | -                 | -                 | 4      | 8      | 3      | 4      | 1      |
| A. Stein      | 5             | 14            | 3             | 1             | 0             | -                 | -                 | -                 | -                 | -                 | 5      | 14     | 3      | 1      | 0      |
| K. Valková    | 20            | 47            | 17            | 9             | 21            | 2                 | 5                 | 1                 | 0                 | 4                 | 22     | 52     | 18     | 9      | 25     |
| B. Wezorke    | 20            | 162           | 107           | 35            | 20            | 2                 | 16                | 9                 | 6                 | 1                 | 22     | 178    | 116    | 41     | 21     |

P = presenze; PT = punti totali; AV = attacchi vincenti; MV = muri vincenti; BV = battute vincenti